# 144e régiment d'infanterie (France)
Pour les articles homonymes, voir 144e régiment.
Le 144e régiment d'infanterie (144e RI) est un régiment d'infanterie de l'Armée de terre française.
Son numéro est d'abord porté par la 144e demi-brigade de première formation créée sous la Révolution. Recréé puis dissout à la fin du Guerres napoléoniennes, le 144e régiment d'infanterie de ligne revient à l'ordre de bataille en 1873. Il combat pendant la Première Guerre mondiale et la Seconde Guerre mondiale. Dissous en 1945, le régiment devient dans les années 1960 un régiment d'infanterie de Réserve, dissous en 1998.
L'Amicale du 144e RI est très active : https://amicale144ri.fr/ACCUEIL.php

## Création et différentes dénominations
- 1794 : 144e demi-brigade de bataille.
- 1796 : dissoute et intégrée dans la 52e demi-brigade d'infanterie de ligne.
- 1813 : 144e régiment d'infanterie de ligne est formé à partir des 32e, 33e, 34e et 35e cohortes de la Garde Nationale.
- 1814 : dissous.
- 1873 : 144e régiment d'infanterie de ligne l’un de ses bataillons s’installe à Blaye en 1874 ; il y reste jusqu’en 1914.
- 1882 : 144e régiment d'Infanterie.
- 1914 : À la mobilisation, il met sur pied son régiment de réserve, le 344e régiment d'Infanterie
- 1928 et 1929 : le régiment est dissous en deux temps. Le bataillon de Marennes est dissous le premier quant aux deux bataillons de Bordeaux, ils fusionnent avec le seul bataillon du 57e régiment d'infanterie pour former le nouveau 57e RI. Ce dernier devient gardien des traditions du 144e RI
- le 1er juin 1940 : le 144e régiment d'Infanterie est reformé avec 3 bataillons avec comme base les Groupements d'Instruction mis sur pied en 1939. Au regard de l'origine de ces derniers, le lieutenant-colonel Courtois demande et obtient que le 144e RI devienne régiment d'infanterie alpine.
- le 7 août 1940 : le régiment est dissous.
- le 1er octobre 1944 : Création du 144e RI en trois bataillons à partir des éléments FFI de Bordeaux et de sa périphérie. Le régiment a pour mission de maintenir l'ordre sur son secteur, il est mis à la disposition de la 18e région militaire.
- le 28 février 1945 : le régiment est dissous. Les deux premiers bataillons du 144e RI forment les 2 premiers bataillons du 170e RI recréé le 1er mars 1945.
- 1964 : La 1re compagnie du 144e RI est reformée.
- 1977 : Le régiment est recréé comme régiment de réserve sous l’appellation du 144e régiment d'Infanterie subdivisionnaire et 144e régiment d'infanterie divisionnaire.
- 1978 à 1985 : Régiment d'Infanterie.
- 1985 à 1994 : RIAD (Régiment inter-armes divisionnaire) puis régiment inter-arme de défense.
- 1994 à 1998 : Le régiment est renommé régiment d'infanterie de la circonscription militaire de Défense de Bordeaux.
- 7 novembre 1998 : le régiment est dissous à Souge.

## Chefs de corps

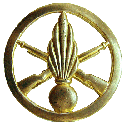
insigne de béret d'infanterie

- 1572-1574 : Sieur Jacques de Meaux du Fouilloux
- 1702 : Marquis Robert de Boueix de Villemort
- 1705 : Marquis Philippe de Montboissier de Beufort
- 1710 : Marquis de Longuerue
- 1713 : Marquis Joseph de La Mothe d'Hugues
- 1757 : Comte Jacques de Horion
- 1794 : chef de Brigade Nicolas Martinet
- 1813 : colonel François Louis Boudin de Roville (*) ;
- 1814 : colonel Louis Ruelle
- 1873 : colonel Édouard Cailliot
- 1879 : colonel Philippe Joppe
- 1881 : colonel Hyppolyte Bernard
- 1888 : colonel Marie Édouard Mignot
- 1893 : colonel Paul de Geyer d'Orth
- 1897 : colonel Fernand Quevillon
- 1899 : lieutenant colonel François Gard
- 1903 : colonel Maurice Laurent-Chirlonchon
- 1905 : colonel Léon Fernand Quévillon
- 1907 : colonel Maurice Sarrail
- 1908 : colonel Jean Bujac
- 1912 : colonel Joseph Gauthier
- 1914 : lieutenant-colonel Clément Betbeder
- 1915 : lieutenant-colonel Sauvage
- 1916 : lieutenant-colonel Aimé Rey
- 1916 : lieutenant-colonel Georges Tribalet
- 1918 : lieutenant-colonel Albert Clemens
- 1918 : lieutenant-colonel Léon Boudon
- 1919 : colonel Georges Tribalet
- 1921 : colonel Pierre Flye-Saint-Marie
- 1926 : colonel André Fessart
- 1939 : lieutenant-colonel Victor Courtois
- 1944 : lieutenant-colonel Paul Saldou
- 1964 : colonel Marcel Sobra
- 1969 : lieutenant-colonel Maurice Mora
- 1971 : lieutenant-colonel Louis Sidani
- 1974 : colonel René Gerault
- 1979 : lieutenant-colonel Robert Nicolas
- 1982 : colonel Pierre Marsanne
- 1985 : colonel Yves Del-Perugia
- 1988 : colonel Christian Panatie
- 1991 : lieutenant-colonel Yves Lecler
- 1994 : lieutenant-colonel Bertrand Lahorgue-Poulot
- 1997 : lieutenant-colonel Jean-Claude Robert

## Historique des garnisons, combats et batailles du144eRI
- Armée des Côtes de l'Océan 1794-1796 - Allemagne 1813 - France 1814 - Grande Guerre 1914-1918 - France 1939-1940.

### Guerres de la Révolution et de l'Empire
Le 19 septembre 1795, quelques troubles ayant éclaté dans le département d'Eure-et-Loir, le 1er bataillon de la 38e demi-brigade et le 2e bataillon de la 144e demi-brigade sont détachés à Épernon.
- 1813 : Campagne d'Allemagne
  - 16-19 octobre : Bataille de Leipzig
- 1814 : Campagne de France
  - 14 février 1814 : Bataille de Vauchamps

### De 1873 à 1914
Le régiment est récréé en 1873.

### Première Guerre mondiale

#### 1914
Le « 144 », caserné à Bordeaux, Blaye et Royan, était formé de soldats de la région de Bordeaux, Libourne et Blaye. Il appartient à la 70e brigade d'infanterie de la 35e division d'infanterie du 18e corps d'armée. Il reste à la 35e DI d'août 1914 à novembre 1918.
Dès le 5 août 1914, il part de Bordeaux et deux jours plus tard il est sur la Meuse (Bataille des Frontières). Il participe au combat de la Sambre le 23 août 1914, à la bataille de Charleroi 24 août, à celle de Guise le 29 août et à celle de Craonne le 6 septembre. Du 5 au 12 septembre, il est engagé dans la bataille de la Marne.

#### 1915
En 1915, il tient le secteur de l’Argonne, part en instruction au camp de Mailly.

#### 1916
- Bataille de Verdun
- Argonne

#### 1917
En 1916 il est sur la Somme. Il obtient ensuite dans le secteur de l’Aisne, lors de l’attaque des Plateaux le 16 avril 1917, sa première citation : « le 144e RI qui, sous l’énergique impulsion du lieutenant-colonel Tribalet, a combattu avec vigueur et succès sur les plateaux d’Hurtebise et de Vauclerc, en particulier le 16 avril, 6 et 7 mai, 6 juin 1917, faisant chaque fois preuve d’une endurance et d’un courage remarquables et enlevant à l’ennemi de nombreux prisonniers. Citation à l’ordre du 18e corps d’armée ».
- Berny-en-Santerre… plateau des casemates (800 hommes hors de combat)

Fin 1917, le 144e est en Alsace.

#### 1918
En 1918 il est en Champagne, à la ferme de Navarin, aux combats de Lagny (25-26 mars), de Missy-aux-Bois, au passage de la Somme, aux combats de Serre.
- " A combattu avec vigueur et succès." Citation 1918.

Il a droit au port de la fourragère verte (croix de guerre) le 28 avril 1919 et défile le 14 juillet suivant sur les Champs-Élysées. Ses pertes s’élèvent pour la durée de la guerre à 56 officiers, 235 sous-officiers, 1 456 caporaux et hommes de troupe.

### Entre-deux-guerres
En 1919, le 3e bataillon entre dans la composition du 66e RI au sein du corps d'occupation de Constantinople. Le 144e est dissous en deux temps, en 1928 et 1929. Ses traditions et effectifs intègrent le 57e RI.

### Seconde Guerre mondiale
Le 144e RIA (régiment d'infanterie alpine) est formé le 25 mai 1940 dans la région d'Arc-en-Barrois à partir du groupe d'unités d'instruction 17 ( XXIe bataillons de la 2e DBCA, du 141e RIA et du 3e RIA). Il appartient à la 238e DLI (division légère d'infanterie). Le 144e R.I. est recréé de aout 1944 à mars 1945 à partir d'éléments FFI de la région de Bordeaux. Son chef de corps est le Lieutenant -colonel Paul SALDOU.
Le 144e RI ne revient pas à Blaye ; il est dissous après la guerre ; Blaye reçoit alors une garnison de gendarmes mobiles de 1919 à 1939. De 1940 à 1944 les Allemands occupent la citadelle puis sont remplacés par des éléments FFI (Forces françaises de l'intérieur, c’est-à-dire des éléments des maquis de la région), qui se forment en régiments d’infanterie afin d’attaquer la poche de résistance allemande à Royan. Là encore, ces soldats vont payer un lourd tribut, restant ainsi à la hauteur de leurs anciens du 144e RI. La vie militaire de Blaye s’achève ainsi.

## 1945 à nos jours
Recréé comme régiment de réserve, entre 1964 à 1998, le 144e RI est devenu RIAD (régiment inter-armes divisionnaire) puis régiment d'infanterie. Ce régiment était exclusivement composé de réservistes et avait pour corps supports respectivement, le 57e RI (Bordeaux), le 1er RCP (camp de Souge) et le CM57 (Camp de Souge). Le 144e RI a été dissous en 1998. L'Amicale du 144e RI maintient les traditions et reconstitue la riche histoire du 144. 

## Drapeau
Il porte, cousues en lettres d'or dans ses plis, les inscriptions suivantes :
- Lützen 1813
- Bautzen 1813
- Champaubert 1814
- Montmirail 1814
- L'Aisne 1914-1917
- Verdun 1916
- Picardie 1918

## Décorations
La cravate est décorée de la Croix de guerre 1914-1918 avec 2[réf. nécessaire] palmes.
Ils ont le droit au port de la fourragère aux couleurs du ruban de la Croix de guerre 1914-1918.

## Insigne
L'insigne est un écu triangulaire rouge turquoise aigle casque turquoise palme branche de chêne dorées.

## Devise
"Fait ce que doit, advienne que pourra" puis, dans sa composante réserve : "AQUITANIAE CUSTODES IN ARMIS ET TOGA"

## Personnalités ayant servi au144eRI
- Alexandre Charles Joseph Aubrée (1776-1815), à la 144e demi-brigade de ligne en 1793

- François Louis Boudin de Roville (1772-1838), chef de corps en 1813
- Marie-Georges Picquart (1854-1914), commandant au sein du régiment en 1888

- Général Maurice Sarrail (1856-1929), chef de corps 1907-1908
- Xavier de Cardaillac (1858-1930) y est officier pendant la première guerre mondiale
- Le capitaine Charles de Berterèche de Menditte (1869-1931) aura eu une attitude exemplaire avant d'être blessé (50 éclats d'obus) à Craonne à l'automne 1914
- Georges Mathieu (1882-1917), historien. Son nom est inscrit au Panthéon parmi les 560 écrivains morts pour la France
- Germain Cuzacq (1886-1916) y fait son service militaire de 1906 à 1908
- Maurice Genevoix (1890-1980), y effectue son service militaire en 1912
- Louis Baril (1896-1943) au début de la Grande Guerre
- Robert Brettes (1902-1974), effectue son service militaire au 144e RI
- André Pommiès (1904-1972), est sous-lieutenant au régiment en 1926